# Гугерджин-Хосар
Гугерджин-Хосар, Гугерджин, Голубиный колодец, Чортова пещера (КН 443-21) — карстовая пещера (шахта) на Нижнем плато горного массива Чатыр-Даг в Крыму. Относится к Горно-Крымской карстовой области.

## Описание

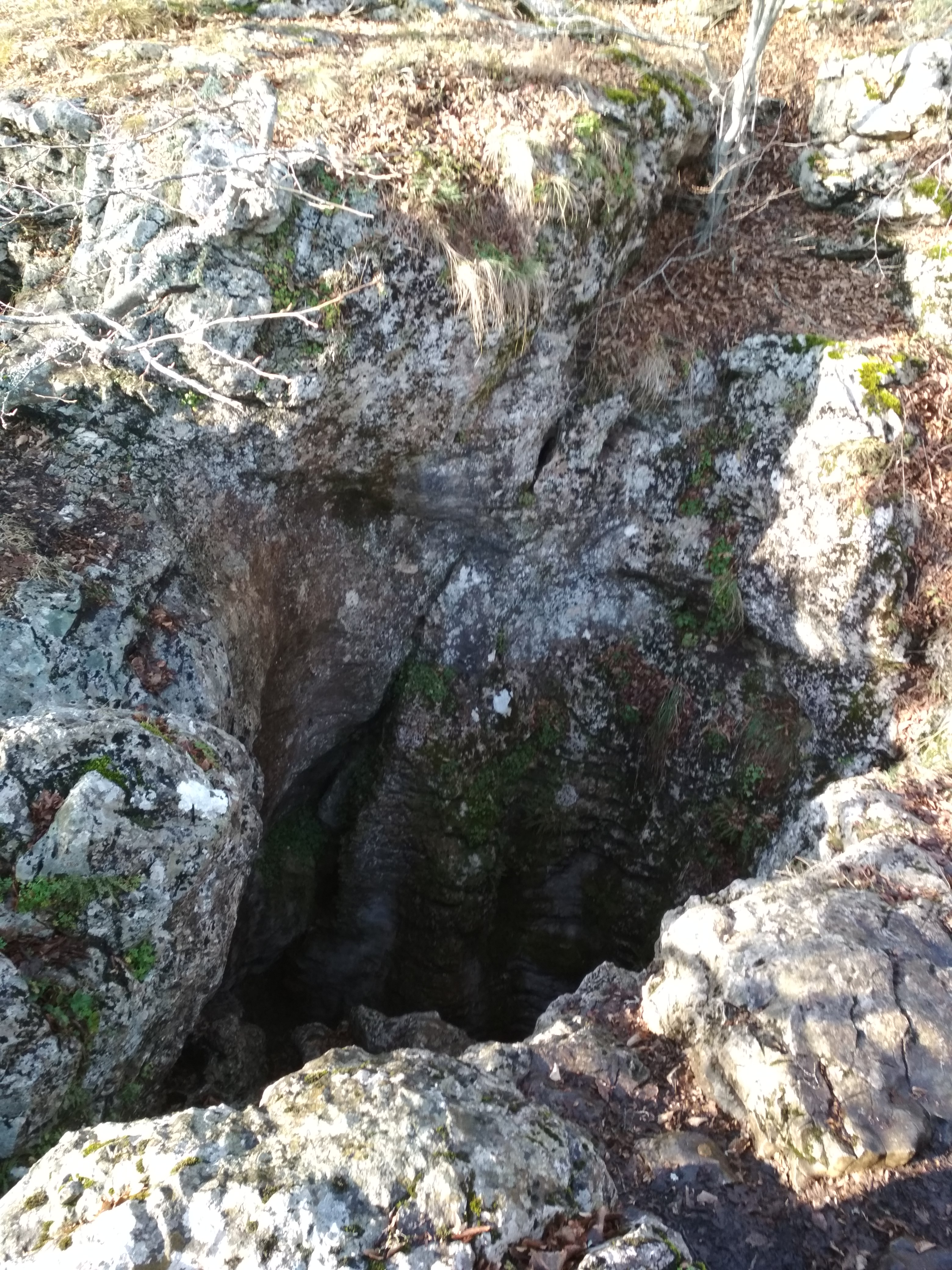
Гугерджин-Хосар вход в шахту. Фото А.Трифонова

Пещера карстового типа, главный ход — вертикальная шахта с одним залом, находится на Нижнем плато горного массива Чатыр-Даг в Крыму. Относится к Горно-Крымской карстовой области. Шахта заложена в верхнеюрских известняках.
Кадастровый номер пещеры — 443-21. Категория сложности — 1, тип вертикальная. Глубина составляет 22 метра, протяженность — 60 метров.
Находится около 40 м на юг по тропе от входа в пещеру Бинбаш-Коба (Тысячеголовая). В 10 м к западу от тропы находится отверстие колодца диаметром 3-4 метра. Он представляет собой 18-метровую провальную шахту, низ которой заполнен глыбами известняка, щебнем, гумусом. Единственный зал шахты Гугерджин длиной около 25 метров имеет довольно хорошо сохранившиеся натёки, разделяющие его на несколько камер. Поверхность сталактитов часто покрыта влажным известняковым тестом. В центральном зале крупная колонна разделяет пещеру на несколько частей. В проходах и залах находится несколько ванночек и озёр с водой. Имеются все разновидности натёчных кальцитовых форм: колонны высотой до 20 м, сталактиты, сталагмиты, каскадные натеки.